# Olga Boznańska

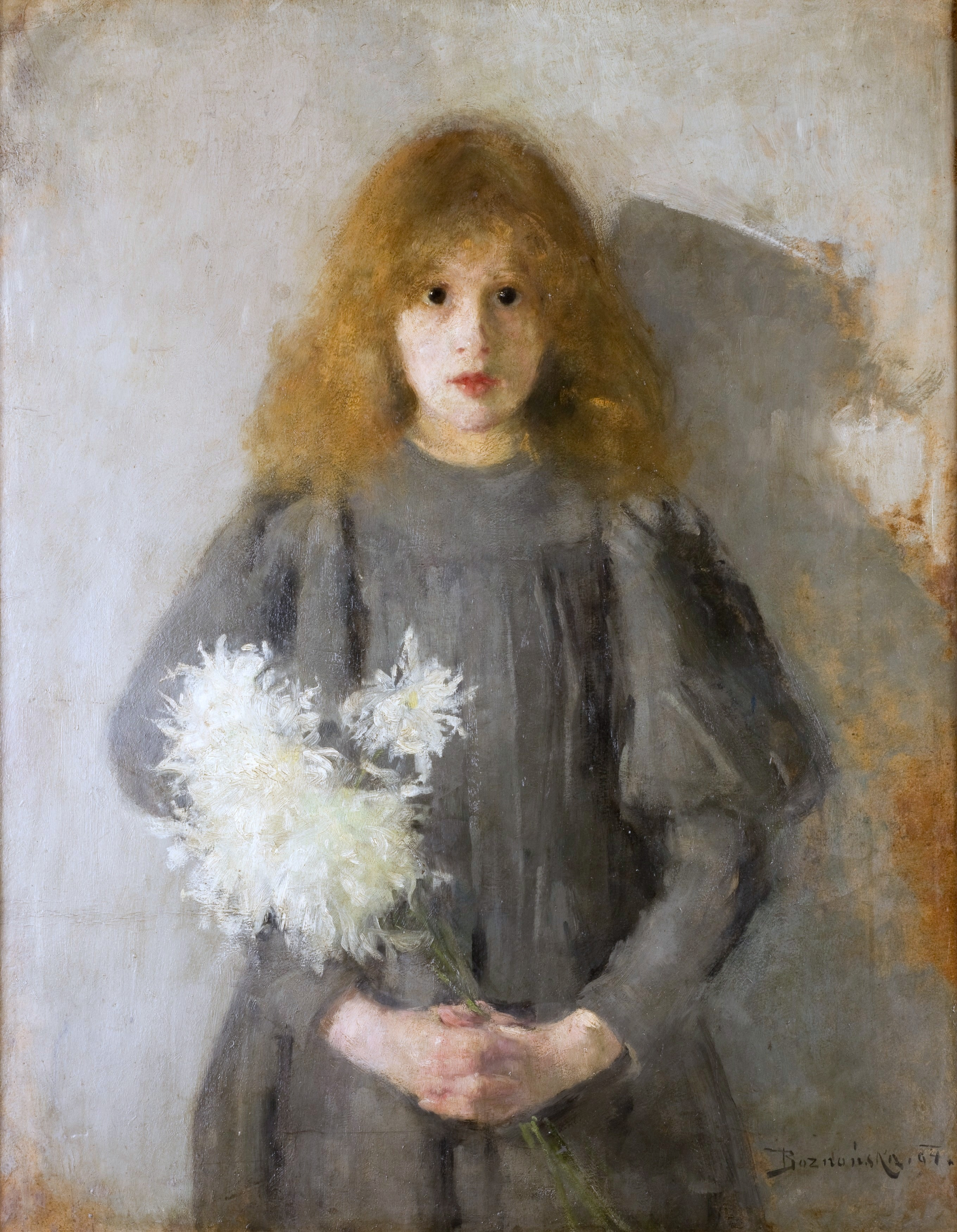
Fata cu crizanteme

Olga Helena Karolina Boznańska (n. 15 aprilie 1865, Cracovia, Imperiul Austriac – d. 26 octombrie 1940, Paris, Franța sub ocupație nazistă) a fost o pictoriță poloneză a postimpresionismului și reprezentantă a curentului artistic, „Tânăra Polonie”. Este considerată cea mai cunoscută  pictoriță poloneză și una din cele mai renumite din Europa, stilistic asociată cu modernismul  și impresionismul francez. A făcut parte din Grupul de la München.

## Biografie
Boznańska s-a născut în Cracovia în timpul împărțirii Poloniei de către puterile străine, ca fiica a inginerului feroviar polonez Adam Nowina Boznański (d. 1906) și a Eugeniei Mondan (d. 1892), franțuzoaică. Boznańska a învățat desen prima oară cu Józef Siedlecki și Kazimierz Pochwalski în Cracovia. A studiat la Scoala de fete Baraniecki Adrian. A debutat în 1886 la Expoziția Prieteni a Artelor Plastice Cracovia. În perioada 1886-1890, a studiat arta în școli private cu Karl Kricheldorf și Wilhelm Dürr în München. De atunci, s-a dedicat în mare parte pictării portretelor, naturii moarte și ocazional peisajelor.
În 1898, s-a alăturat Societății de artiști polonezi "Sztuka", și în același an s-a mutat la Paris, unde în 1904 a devenit membră a Société Nationale des Beaux-Arts, precum și Societății poloneze de Literatură și Artă (Polskie Towarzystwo Literacko-Artystyczne).
Cea mai faimoasă operă este un portret din 1894 a unei fetițe necunoscute cu crizanteme (Fata cu crizanteme) care i-a fascinat pe contemporani cu atmosfera simbolistă.
A murit la Paris, la vârsta de 75 de ani.

## Premii
Boznańska a fost decorată cu:
- Legiunea de Onoare, a Franței în 1912,
- Laurul de Aur a Academiei Poloneze de Literatură în 1936, și
- Ordinul Polonia Restituta în 1938

## Galerie cu opere
|                      |
| Portretul unei femei |

|             |
| Maternitate |

|            |
| Trandafiri |

|           |
| Două fete |

|                                 |
| Portretul pictorului Paul Nauen |